# Ero salittana
Espèce
Ero salittana est une espèce d'araignées aranéomorphes de la famille des Mimetidae.

## Distribution
Cette espèce est endémique  de Luçon aux Philippines,.

## Description
Le mâle holotype mesure 2,05 mm.

## Publication originale
- Barrion & Litsinger, 1995 : Riceland Spiders of South and Southeast Asia. CAB International, Wallingford, p. 1-700.